# Universitet
Universitet (del ruso: Университе́т) es una estación de la línea Sokólnicheskaya del Metro de Moscú. Se encuentra entre las estaciones "Montes de Vorobiov" y "Av. Vernadsky" que se localizan en la colonia Rámenki en el Distrito Administrativo Sur-Oeste de Moscú. 
La estación Universitet fue abierta al público el 12 de enero de 1959 como parte de la sección Sportívnaya - Universitet. Recibió su nombre por su cercanía al complejo de edificios de la Universidad Estatal de Moscú. Se caracteriza por sus masivos pilares rectangulares revestidos de mármol blanco y paredes azulejadas con azulejos blancos. Fue diseñada por los arquitectos V.A. Litvinov, M.F. Markóvsky, L.V. Lile, y V.V. Dobrakovsky.  La estación tiene dos vestíbulos circulares de entrada (diseñados por el arquitecto Iván Taránov) situados a través del Prospekt Vernádskogo.

## Imágenes de la estación

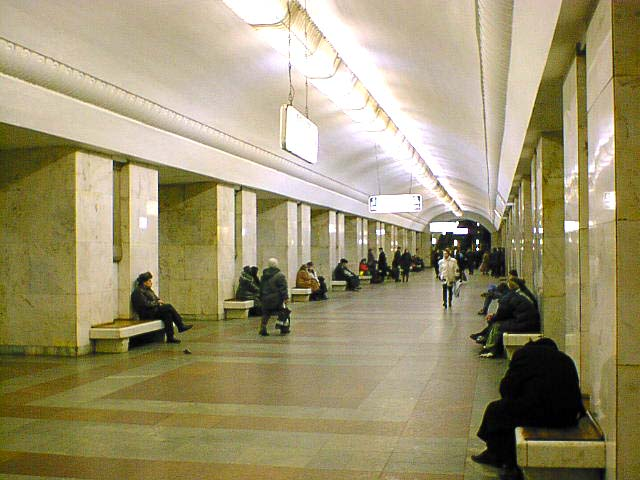
Estación de metro Universitet - Hall central. 11 de marzo de 2000.
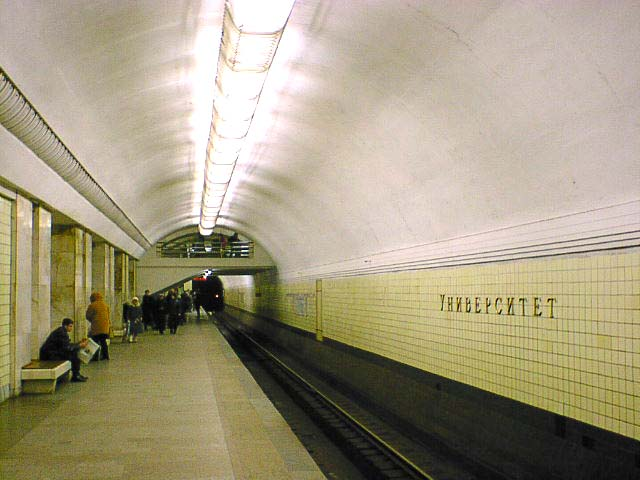
Estación de metro Universitet - Andén. 11 de marzo de 2000.
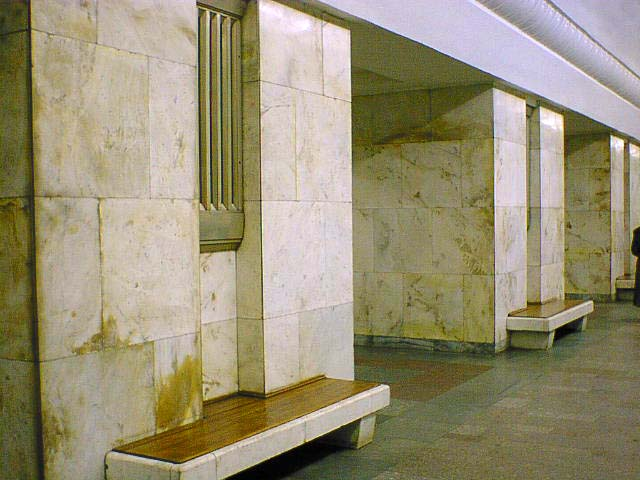
Estación de metro Universitet - Pilares. 11 de marzo de 2000.
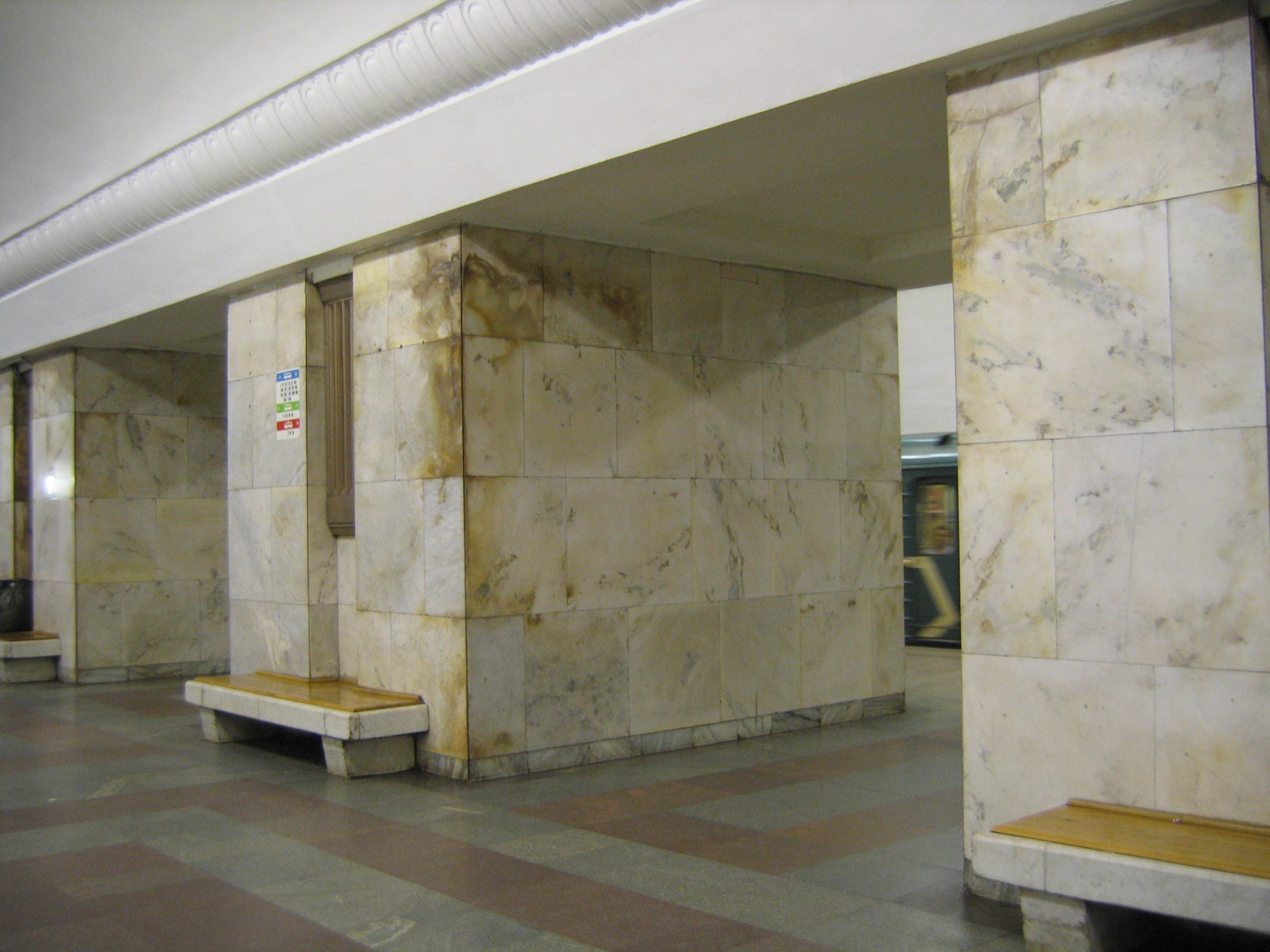
Estación de metro Universitet - Pilares. 26 de mayo de 2007.
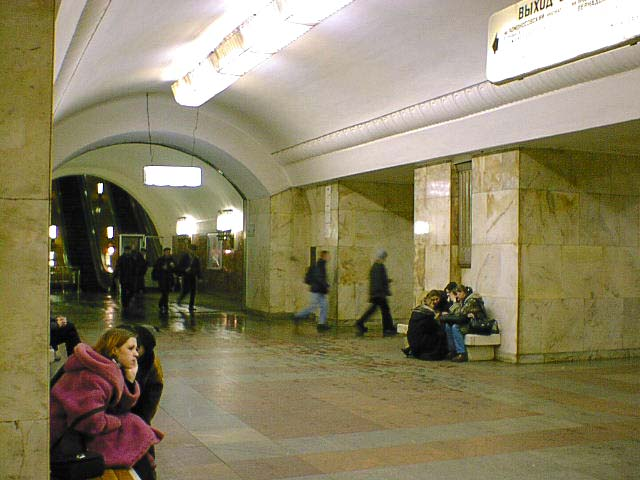
Estación de metro Universitet - 11 de marzo de 2000.
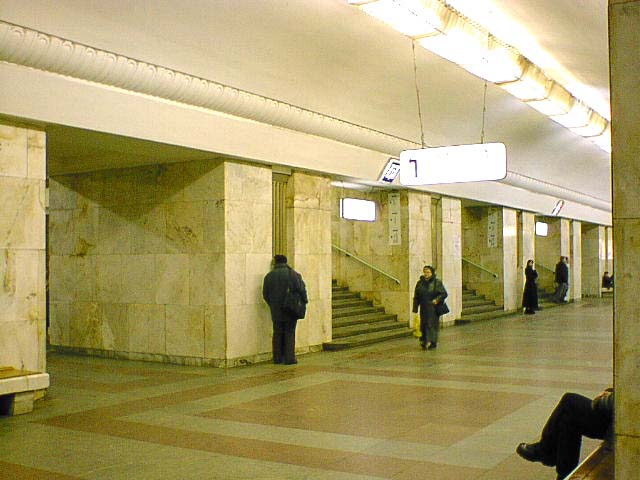
Estación de metro Universitet - 11 de marzo de 2000.
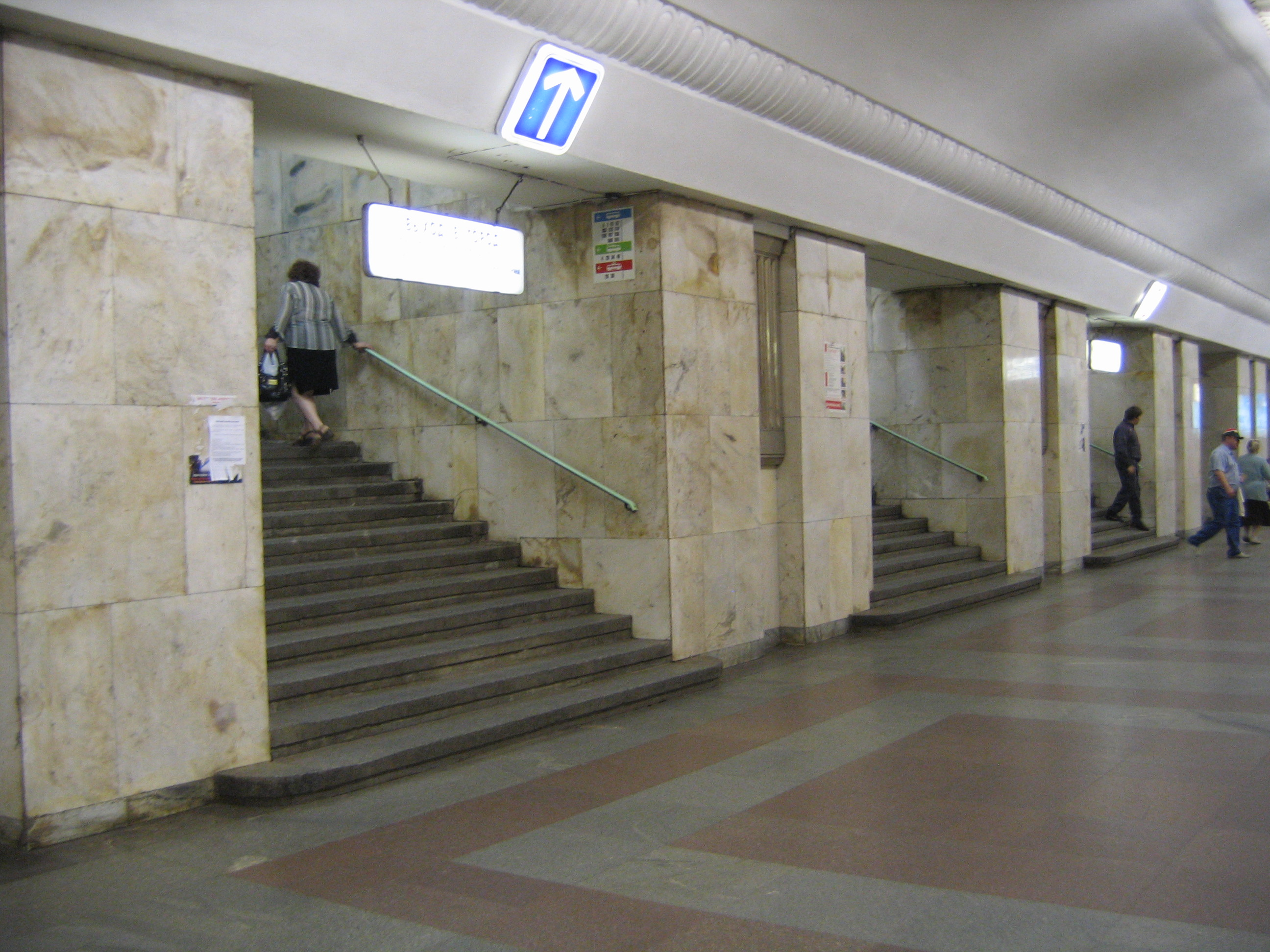
Estación de metro Universitet - Escalera en medio del hall central que lleva a la salida en el vestíbulo sur. 26 de mayo de 2007.
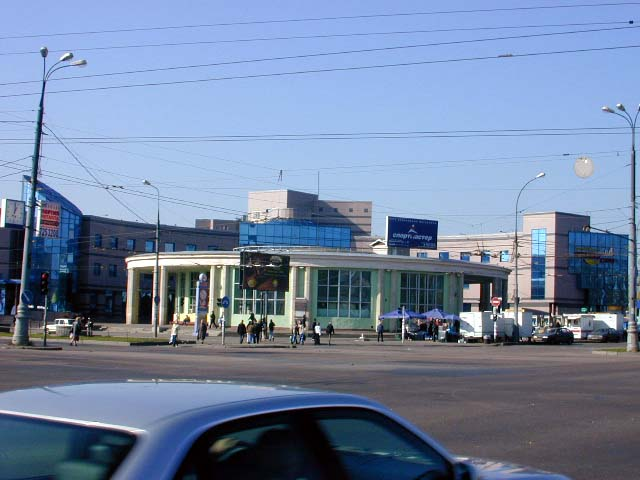
Estación de metro Universitet - Exterior del vestíbulo. 8 de octubre de 2000.
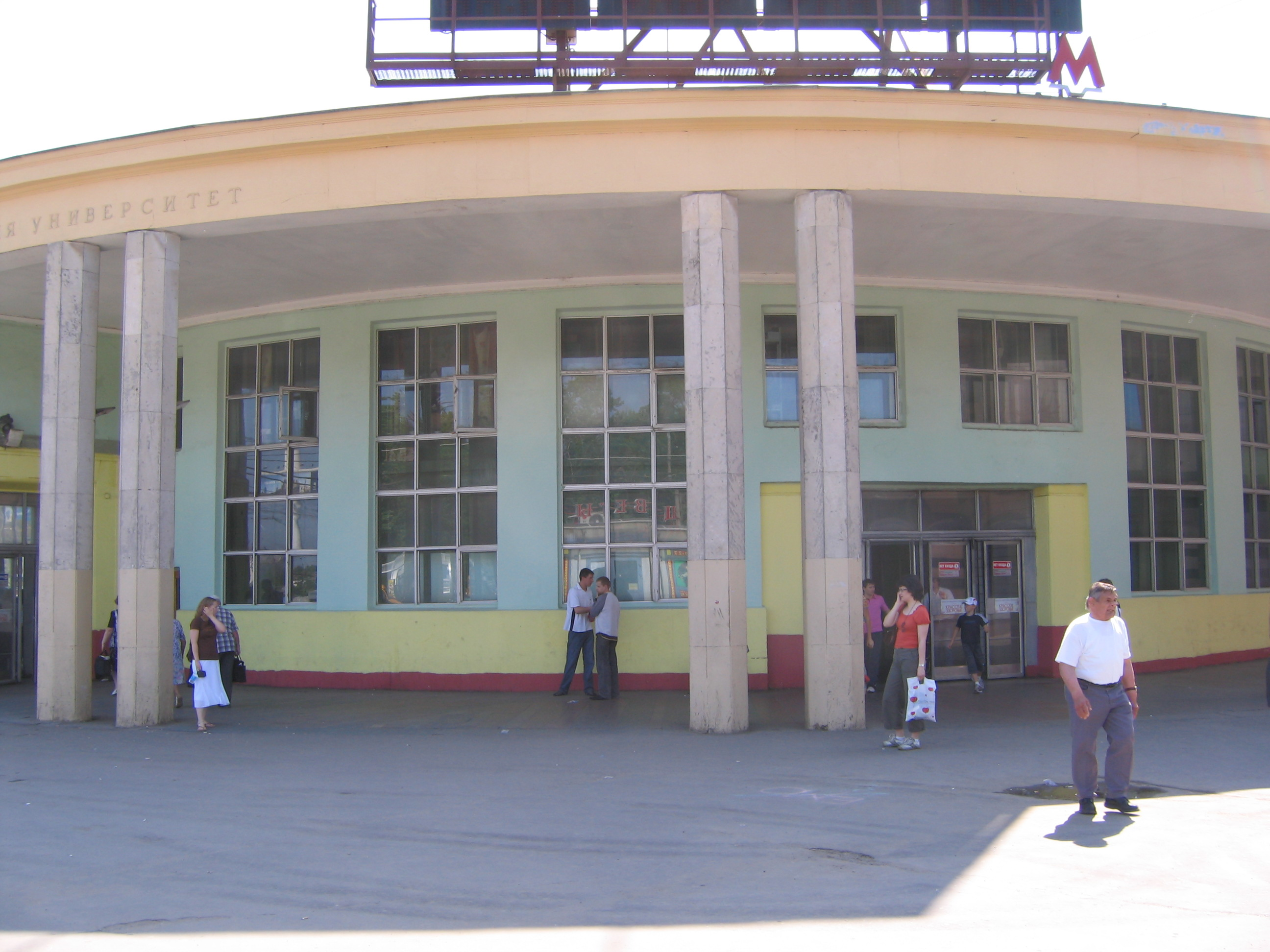
Estación de metro Universitet - Exterior del vestíbulo. 26 de mayo de 2007.